# Гендамбу
Гендамбу (на френски: Guéndembou) е град и община в южна Гвинея, регион Нзерекоре, префектура Гекеду. Населението на общината през 2014 година е 31 252 души.